# La Captive du temps perdu
La Captive du temps perdu est un roman de science-fiction de Vernor Vinge mêlant enquête policière et voyage dans le temps. 
L’histoire raconte la vie d’une communauté qui regroupe apparemment les seuls survivants d’une singularité technologique. C’est un dérivé de The Peace War (inédit en France) et de la nouvelle The Ungoverned (inédite en France).
Ce roman a obtenu le prix Prometheus du meilleur roman 1987.
Il a été proposé au Prix Hugo du meilleur roman 1987 et au prix Locus du meilleur roman de science-fiction 1987 sans emporter aucun des deux prix.

## Publications
Le roman est paru sous le titre Marooned in Realtime en 1986.
Il est paru en France aux éditions L'Atalante dans la collection Bibliothèque de l'évasion en 1996 ; il a été réédité aux éditions Le Livre de poche, no 7228 en 2000 (traduction Stéphane Manfrédo, page de couverture de Manchu).

## Résumé

### Disparition de l'humanité
Aux alentours de 2220-2230, l’humanité tout entière a disparu. Pourquoi ? Comment ? Les quelques centaines d’hommes et de femmes qui se sont rassemblés dans l’avenir grâce aux bulles de stase ne peuvent que faire des conjectures.
Constatant l'existence de cratères près de grandes villes, beaucoup en concluent qu'une guerre atomique a eu lieu. À moins que ce ne soit le fruit d'une guerre bactériologique ?
D'autres pensent que des extraterrestres sont entrés dans le système solaire et ont annihilé ou déporté l'humanité.
Ou alors la disparition des humains provient-elle d'une action divine ?
Enfin certains considèrent que l'humanité, en raison d'un développement technique exponentiel, a atteint une singularité technologique, c'est-à-dire un point de développement tel, que les humains ont quitté la planète pour entrer dans une autre dimension ou vivre sous une autre forme qui nous est inconnaissable.
Quoi qu'il en soit, quelques centaines d'humains ont échappé à l' « Extinction » grâce aux bulles de stase. Celles-ci sont sphériques, de tailles variables et… absolument indestructibles. Elles isolent ce qui se trouve à l’intérieur du cours même du temps, ce qui en fait des moyens de transport efficaces dans le temps mais à sens unique.
Ces cabines de stase enfermant leurs occupants pour des durées différentes, c’est 50 millions d’années plus tard que les survivants se sont donné rendez-vous afin de créer une colonie afin de reconstituer une humanité viable et durable.

### La technologie des Korolev, les paléo-techs et néo-techs
Les humains se divisent en deux groupes : les « paléo-techs » et les « néo-techs ». 
Les premiers sont les plus anciens voyageurs du temps. Leur technologie est relativement primitive et certains d’entre eux viennent d’une société libertarienne. 
Les seconds sont incommensurablement mieux équipés mais sont très peu nombreux, environ une dizaine.
Parmi les paléo-techs, il y a une part de libertariens ; mais il y a aussi des personnes rescapées de sociétés plus proches de la nôtre : les Néo-Mexicains et les Pacifieurs qui, à une certaine époque, ont instauré une dictature pacifiste sur Terre. Ces groupes d'humains tentent de convaincre les Libertariens de la nécessité, vu les circonstances, de rétablir la démocratie et de donner le pouvoir à la majorité…
Marta et Yelén Korolev, dont on ignore si elles sont sœurs ou amantes, disposent des moyens technologiques les plus puissants et les plus nombreux, placés secrètement un peu partout sur Terre et dans l'espace, au point de Lagrange entre Terre et Lune.
Marta et Yelén sont, de fait, les dirigeantes de la petite communauté humaine ; elles décident quand il faut plonger en stase et quand il faut en sortir, au grand dam des Néo-Mex et des Pacifieurs.

### Marta Korolev, devenue « captive du temps perdu »
Par suite d'une action criminelle dont on ignore l'auteur, Marta Korolev est exclue de la bulle de stase, qui ne fonctionne pas. Vivant dans le temps « normal » alors que tous les autres humains se trouvent en état de stase, elle est déconnectée de la petite humanité restante et se retrouve piégée sur une Terre sauvage où, sans équipement, elle ne survit qu’une quarantaine d’années dans une solitude absolue, à côté des bulles de stase inaccessibles.
Elle meurt seule, après avoir tenu pendant plusieurs décennies un journal intime que l'on ne lira que très longtemps après sa mort.

### L'enquête
L'enquête s'avère difficile pour Wil Brierson, l'unique policier de la communauté (il fut policier avant d’être victime d’un grand saut dans le futur).
Il y a plusieurs suspects, à commencer par Yelén, seule dirigeante de fait de la communauté, et Della Lu, astronaute qui a voyagé plusieurs milliers d'années dans l'espace avant de revenir sur Terre. Mais il y a aussi les Pacifistes et les Néo-Mex, et principalement leurs chefs, hommes politiques avides de pouvoir. Sans compter les Libertariens, dont certains sont des fanatiques religieux, ou des sociopathes.
L'enjeu est de taille : Marta était « l'âme » de la communauté, et son quasi-assassinat laisse planer le risque que tous les survivants sont menacés : veut-on détruire l'espèce humaine ? l'asservir ? au profit de qui ou de quoi ?
Crime sans témoin, sans preuve, mais avec un mobile terrible, Wil Brierson ne dispose que du journal intime tenu par Marta, dont de longs extraits sont cités dans le roman.

### Le dénouement
On apprend à la fin du roman qu'il y avait deux criminels, qui s'ignoraient l'un l'autre, et qui agissaient pour des motifs différents.

## Préface de Gérard Klein
Pour la réédition du roman dans Le Livre de poche, Gérard Klein a rédigé une préface dans laquelle il évoque le nombre peu élevé, selon lui, des femmes au sein du lectorat de la science-fiction : pourquoi y aurait-il moins de lectrices que de lecteurs ? Il propose à son hypothèse une réponse d'ordre psychanalytique et essentialiste : les femmes seraient plus tournées vers la réalité que les hommes (possibilité d'avoir des enfants, tâches ménagères, etc), alors que les hommes seraient inconsciemment axés sur le « fantasme du pouvoir », thème amplement décliné par la science-fiction dans les récits de voyages temporels, de guerres stellaires, de pouvoirs surhumains, de mutants, etc.